# Powiat de Międzychód
Pour les articles homonymes, voir Międzychód (homonymie).
Le powiat de Międzychód (en polonais : powiat międzychodzki) est un powiat (district) de la voïvodie de Grande-Pologne, dans le centre-ouest de la Pologne.
Elle est née le 1er janvier 1999, à la suite des réformes polonaises de gouvernement local passées en 1998. 
Le siège administratif du powiat est la ville de Międzychód, qui se trouve à 74 kilomètres à l'ouest de Poznań, capitale de la voïvodie de Grande-Pologne. Le powiat possède 1 seule autre ville, Sieraków, située à 16 kilomètres à l'est de Międzychód. 
Le district couvre une superficie de 736,44 kilomètres carrés. En 2011, sa population totale est de 37 081 habitants, avec une population pour la ville de Międzychód de 10 847 habitants (en 2013) et pour la ville de Sieraków de 6 118 habitants (en 2012), et une population rurale de 19 415 habitants.

## Powiaty voisines
Le Powiat de Międzychód est bordée des powiaty de : 
- Czarnków-Trzcianka au nord-est ;
- Szamotuły à l'est ;
- Nowy Tomyśl au sud ;
- Międzyrzecz au sud-ouest ;
- Strzelce-Drezdenko au nord-ouest.

## Division administrative

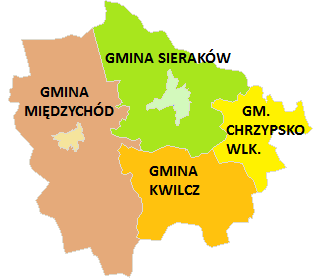
Positions des gminas dans le powiat.

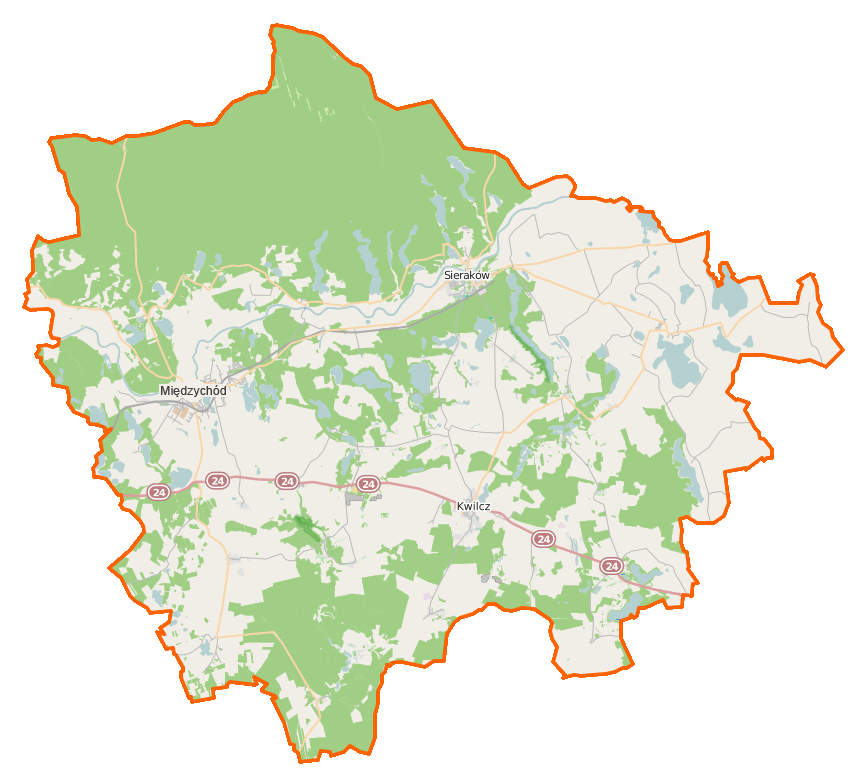
Plan du powiat.

Le powiat est divisé en 4 gminy (communes) :
| Gmina             | Type         | Superficie (km²) | Population (2006) | Siège             |
| Międzychód        | urbain-rural | 307,2            | 18 290            | Międzychód        |
| Sieraków          | urbain-rural | 203,3            | 8 649             | Sieraków          |
| Kwilcz            | rural        | 141,8            | 6 097             | Kwilcz            |
| Chrzypsko Wielkie | rural        | 84,3             | 3 293             | Chrzypsko Wielkie |

## Démographie
Données du 30 juin 2009 :
| Description | Total  | Total | Femmes | Femmes | Hommes | Hommes |
| ----------- | ------ | ----- | ------ | ------ | ------ | ------ |
| Unité       | Nombre | %     | Nombre | %      | Nombre | %      |
| Population  | 36 615 | 100   | 18 569 | 50,71  | 18 046 | 49,29  |
| Urbain      | 16 986 | 46,39 | 8 786  | 24     | 8 200  | 22,4   |
| Rural       | 19 629 | 53,61 | 9 783  | 26,72  | 9 846  | 26,89  |

## Histoire
De 1975 à 1998, les différents gminy du powiat actuelle appartenait administrativement à la Voïvodie de Gorzów et à la Voïvodie de Poznań.

La Powiat de Międzychód est créée le 1er janvier 1999, à la suite des réformes polonaises de gouvernement local passées en 1998 et est rattachée à la voïvodie de Grande-Pologne.